# 翅谷精草
翅谷精草（学名：Eriocaulon zollingerianum）为谷精草科谷精草属下的一个种。

## 扩展阅读
- 維基物種上的相關：翅谷精草